# Pimpla strigipleuris
Pimpla strigipleuris är en stekelart som beskrevs av Thomson 1877. Pimpla strigipleuris ingår i släktet Pimpla och familjen brokparasitsteklar. Enligt den finländska rödlistan är arten nära hotad i Finland. Arten är reproducerande i Sverige. Artens livsmiljö är skogar. Inga underarter finns listade i Catalogue of Life.